# Џеси Џеј
Џесика Елен Корниш (енгл. Jessica Ellen Cornish; Лондон, 27. март 1988), познатија под именом Џеси Џеј (енгл. Jessie J) је енглеска певачица и текстописац. Добитница је БРИТ награде, а до сада је продала око 2,5 милиона албума и 11 милиона синглова. Судија је у британском ТВ шоу The Voice.

## Биографија и каријера

### Детињство и музички почеци
Своје детињство је провела у родном Лондону, где је студирала у Лондонској школи за извођачке уметности и технологију у коју су поред ње ишли и познати британски музичари као што су Адел, Лиона Луис и Ејми Вајнхаус. После завршетка студија, окренула се писању песама за разне певаче међу којима су и Мајли Сајрус и Крис Браун Најуспешнија песма коју је написала за друге извођаче јесте била песма "Party in the U.S.A." коју изводи управо Мајли Сајрус. Ова песма је продата у више милиона копија и у многим земљама је достигла платинасти тираж.

### 2011–2012:Who You Are
После писања текстова за разне извођаче, објављује и свој први сингл под називом "Do It Like a Dude". Ова песма је успела да достигне 2. место на званичној топ-листи Уједињеног Краљевства. Након овог сингла, објављује још успешнији сингл "Price Tag" који је успео да достигне прво место на топ-листама у чак 19 земаља међу којима су и Француска, Ирска, Нови Зеланд и Уједињено Краљевство.. Свој деби-албум под називом Who You Are објављује 2011. године. Албум је дебитовао на другом месту топ-листе албума у Уједињеном Краљевству где је продат у преко 1,2 милиона копија. У Америци је, пак, дебитовао на 11. месту топ-листе коју објављује часопис Билборд. У Аустралији је ушао на 4. место топ листе и доживео златан тираж. До сада, албум је у свету продат у око 2,5 милиона примерака Са албума су касније уследили и други синглови као што су "Nobody's Perfect", "Who's Laughing Now", "LaserLight" и сингл "Who You Are" који има исти назив као и сам албум. Песма "Domino" је постигла велики успех и успела је да се пласира и у топ 10 америчке топ-листе синглова Билборд хот 100 а у Британији је постала њен други сингл који је досегао прву позицију. На јутјубу је видео-спот за песму прегледан преко 100 милиона пута.

### 2012–данас:The Voice; Олимпијада идруги студијски албум
Дана 4. октобра 2011. објавила је да ће бити један од четири судије у новом музичком такмичењу, Британској верзији ТВ шоуа The Voice. Премијерно је шоу приказан у марту 2012. године на каналу Би Би Си. Поред ње, у жири су ушли и Том Џоунс, Вил Ај Ем (из групе The Black Eyed Peas) и певач Danny O'Donoghue (из групе The Script). Победник шоуа добија 100.000 фунти и уговор са издавачком кућом Universal Republic.
Џеси Џеј је наступила на прослави дијамантског јубилеја Краљице Елизабете II. Отпевала је дует са Вил Ај Емом (will.i.am), а након тога и свој велики хит, песму "Domino" 4. јуна 2012. Наступила је и на затварању Летњих олимпијских игара 2012. заједно са члановима групе Квин
У јануару 2012. године је објавила да је почела снимање новог албума који треба да изађе 2013. године., а у марту 2013. године је објавила видео на Јутјубу у којем је изјавила да приводи крају израду новог албума. За други студијски албум, певачица је одустала од дуге црне косе са шишкама на челу у корист кратке, обријане, плаве косе, што је и њена природна боја.

## Дискографија
- (2011)
- (2013)
- (2014)
- (2018)
- (2018)

### Видеографија
| Спот                            | Година | Режисер                          |
| ------------------------------- | ------ | -------------------------------- |
| Do It Like a Dude               | 2010   | Емил Нава                        |
| Price Tag                       | 2011   | Емил Нава                        |
| Nobody's Perfect                | 2011   | Емил Нава                        |
| Who's Laughing Now              | 2011   | Емил Нава                        |
| Up                              | 2011   | Фил Грифин                       |
| Who You Are                     | 2011   | Емил Нава                        |
| Domino                          | 2011   | Реј Кеј                          |
| LaserLight                      | 2012   | Емил Нава                        |
| Silver Living (Crazy 'Bout You) | 2012   | Ендру Логан                      |
| Wild                            | 2013   | Емил Нава                        |
| It's My Party                   | 2013   | Емил Нава                        |
| Thunder                         | 2013   | Емил Нава                        |
| Bang Bang                       | 2014   | Хана Лукс Дејвис                 |
| Burnin' Up                      | 2014   | Хана Лукс Дејвис                 |
| Masterpiece                     | 2014   | Табита Денхолм                   |
| Flashlight                      | 2015   | Хана Лукс Дејвис                 |
| Can't Take My Eyes Off You      | 2016   | Ранкин                           |
| Real Deal                       | 2017   | Џејк Старк                       |
| Think About That                | 2017   | Ерик Ројас, Брајан Зиф, Џеси Џеј |
| Not My Ex                       | 2017   | Брајан Зиф                       |
| Queen                           | 2018   | Марк Класфилд                    |
| I Want Love                     | 2021   |                                  |
| Heavy Bond                      | 2023   |                                  |

## Турнеје
- 2011: Турнеја Stand Up
- 2012: Турнеја Heartbeat
- 2013: Турнеја Nice to Meet You

## Филм и телевизија
| Година     | Назив                    | Улога       |
| ---------- | ------------------------ | ----------- |
| 2011       | Alan Carr: Chatty Man    | Она         |
| 2011       | Saturday Night Live      | Она         |
| 2012       | The Jonathan Ross Show   | Она         |
| 2012–данас | The Voice UK             | Судија      |
| 2012       | Diamond Jubilee Concert  | Она         |
| 2012       | Katy Perry: Part of Me   | Она         |
| 2013       | Comic Relief             | Она         |
| 2016       | Ледено доба: Велики удар | Брук (глас) |